# 索隆卡 (烏克蘭)
49°44′37″N 24°1′58″E / 49.74361°N 24.03278°E

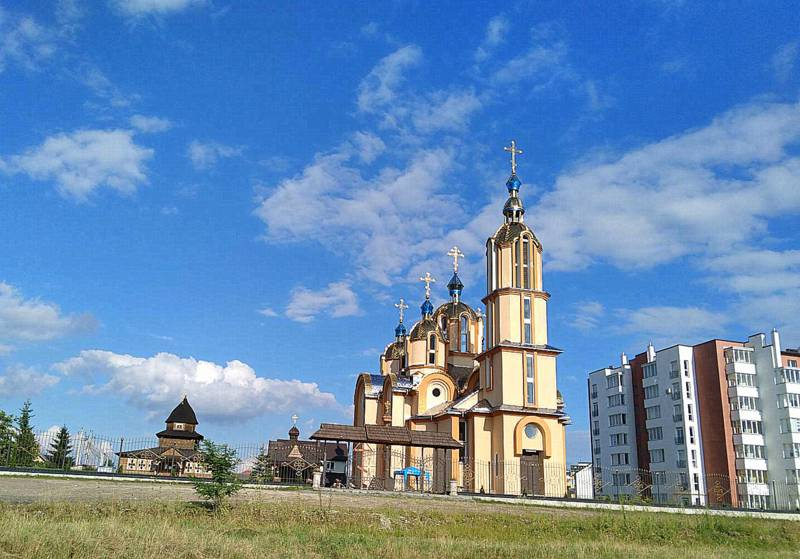
教堂

索隆卡（羅馬化：Solonka）是烏克蘭西部利沃夫州利沃夫区索隆卡市镇内的村庄，及该市镇的行政中心。始建於1433年，面積4.09平方公里，海拔高度344米，人口7,476，人口密度每平方公里829.1人。